# Амир аш-Шааби
Абу́ Амр А́мир ибн Шарахи́ль аш-Шааби́ (араб. عامر بن شراحيل الشعبي‎; 641, Эль-Куфа, совр. Ирак — 723, Эль-Куфа, совр. Ирак) — один из старейших табиинов, известный учёный, хадисовед и правовед.

## Биография
Амир аш-Шааби родился в 641 году в Куфе во времена правления Умара ибн аль-Хаттаба. Он был родом из Йемена. Его называли аш-Ша‘би из-за того, что он принадлежал к племени ша‘б, которая была одной из ветвей племени хамдан.
Относительно точной даты есть разногласия. Большая часть преданий указывает на то, что он умер в 723 году в Куфе. Ашас ибн Сивар рассказал: «Когда аш-Шааби скончался, я поехал в Басру, пришел к Хасану аль-Басри и сказал: „Абу Саид, аш-Шааби скончался“. Тогда Хасан аль-Басри сказал: „Воистину, мы принадлежим Аллаху и к Нему вернемся. Он был учёным, который прожил долгую жизнь, обладал обширными знаниями и занимал видное место среди мусульман“. Затем я отправился к Ибн Сирину и сообщил о смерти аш-Шааби. Ибн Сирин сказал то же самое, что Хасан аль-Басри».

## Богословская деятельность
Амир аш-Шааби был великим учёным по исламскому праву и хадисоведению. Он был одним из главных учителей имама Абу Ханифы. Саид ибн аль-Мусаййиб в Медине, Макхуль в Шаме, Хасан аль-Басри в Басре и аш-Шааби в Куфе были четырьмя столпами религии того периода. Аш-Шааби очень осторожно и внимательно относился к тафсиру. Его толкования аятов опирались на сунну пророка Мухаммеда. Правилам чтения Корана (кираатам) он научился у Абдуррахмана ас-Салама и Алькамы. В свою очередь он обучал кираату Мухаммада ибн Абу Лейлу.
У аш-Шааби была феноменальная память. Он ничего не записывал, но, несмотря на это, он знал наизусть все рассказанные ему хадисы. Когда его спросили, как он добился такой памяти, он сказал: «Я не писал чёрным по белому. Если кто-либо рассказывал мне хадис, я учил его наизусть». Он также говорил: «Меньше всего я рассказывал стихи. Но, несмотря на это, я могу читать вам стихи в течение месяца, не останавливаясь и не повторяясь».
Амир аш-Шааби был в хороших отношениях с халифом Абдул-Маликом ибн Мерваном. Он был его другом и собеседником. Сообщается, что он был послан халифом в Византию, в качестве посла. Выполнив задание, он вернулся с письмом императора Византии. Прочитав письмо, халиф сказал аш-Шааби: «Знаешь, что он написал в письме?» Аш-Шааби ответил: «Нет, не знаю». Халиф сказал: «Он написал: „Можно поражаться положению твоих единоверцев, как получилось, что они выбрали тебя халифом, а не твоего посла?“» Аш-Ша‘би сказал: «Повелитель правоверных! Он видел только меня, если бы он увидел тебя, то не написал бы это». Тогда халиф сказал аш-Шааби: «Нет, он написал это письмо, чтобы подстрекнуть меня убить тебя». Когда весть об этом дошла до императора, он сознался в том, что написал письмо именно с этой целью. Когда Умар ибн Абдул-Азиз стал правителем Ирака, он назначил аш-Шааби верховным судьёй (кадием) Куфы.
Аш-Шааби застал более 500 сподвижников. Он передал хадисы со слов таких сподвижников, как Али ибн Абу Талиб, Саад ибн Абу Ваккас, Саид ибн Зейд, Зейд ибн Сабит, Кайс ибн Саид ибн Убада, Убада ибн Самит, Абу Муса аль-Ашари, Абу Масуд аль-Ансари, а также таких табиинов, как Харис ибн аль-Авар, Хариджа ибн Салт, Раби ибн Хайсам, Суфьян ас-Саури, Ибн Абу Лайла, Сувейд ибн Гафала и многих других. В свою очередь с его слов хадисы передавали такие учёные, как Абу Исхак Сабии, Саид ибн Амр ибн Ашва, Исмаил ибн Абу Халид, Баян ибн Бишр, Хусейн ибн Абдуррахман, Сулейман ибн Михран, Абу Исхак Шейбани и многие другие.

## Цитаты об Амире аш-Шааби
- Мухаммад ибн Сирин рассказывал: «Однажды я приехал в Куфу. Я стал свидетелем того, что аш-Шааби окружало большое кольцо учеников. В то время много сподвижников ещё были при жизни»[11].
- Суфьян ибн Уяйна сказал: «После сподвижников Пророка, среди людей были трое [учёных]: Ибн Аббас в своё время, аш-Шааби в своё время и ас-Саури в своё время»[9].
- Абу Хусейн сказал: «Я не видел никого, кто знал бы фикх лучше аш-Шааби»[12].
- Асим ибн Сулейман сказал: «Аш-Шааби был лучшим знатоком хадисов среди учёных Куфы, Басры, Хиджаза и их окрестностей»[13].
- Аз-Зухри сказал: «Было время, когда [настоящих] учёных было четверо: Саид ибн аль-Мусаййиб в Медине, Аш-Шааби в Куфе, Хасан аль-Басри в Басре и Макхул в Шаме»[14].
- Макхул сказал: «Я не встречал такого, как аш-Шааби»[15]. Он также сказал: «Я не видел никого, кто знал бы больше аш-Шааби»[16].